# Le Tambour du bief
Le tambour du bief est un roman de l'écrivain Bernard Clavel publié en 1970 aux éditions Robert Laffont.

## Présentation

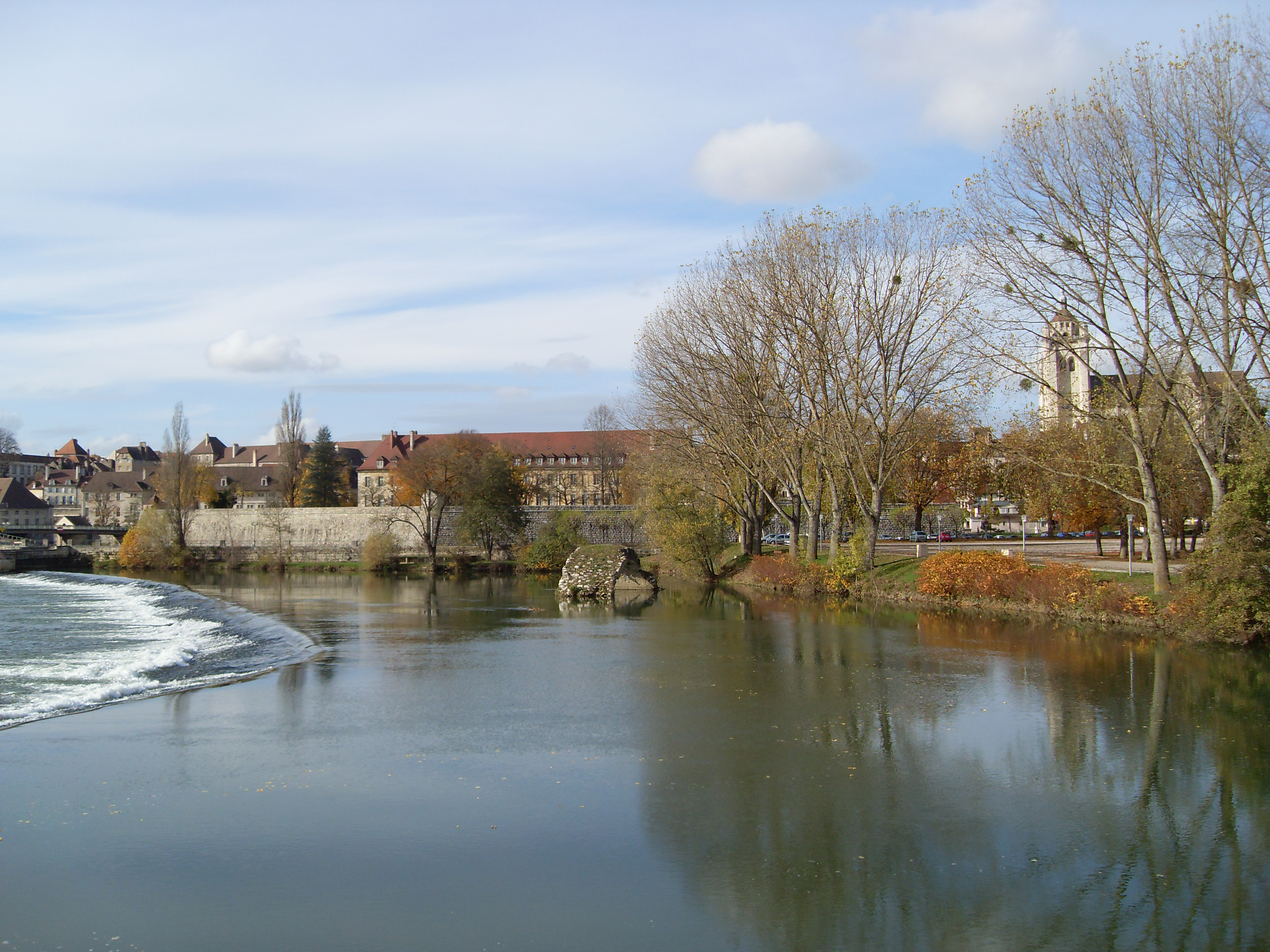
Le Doubs à Dole

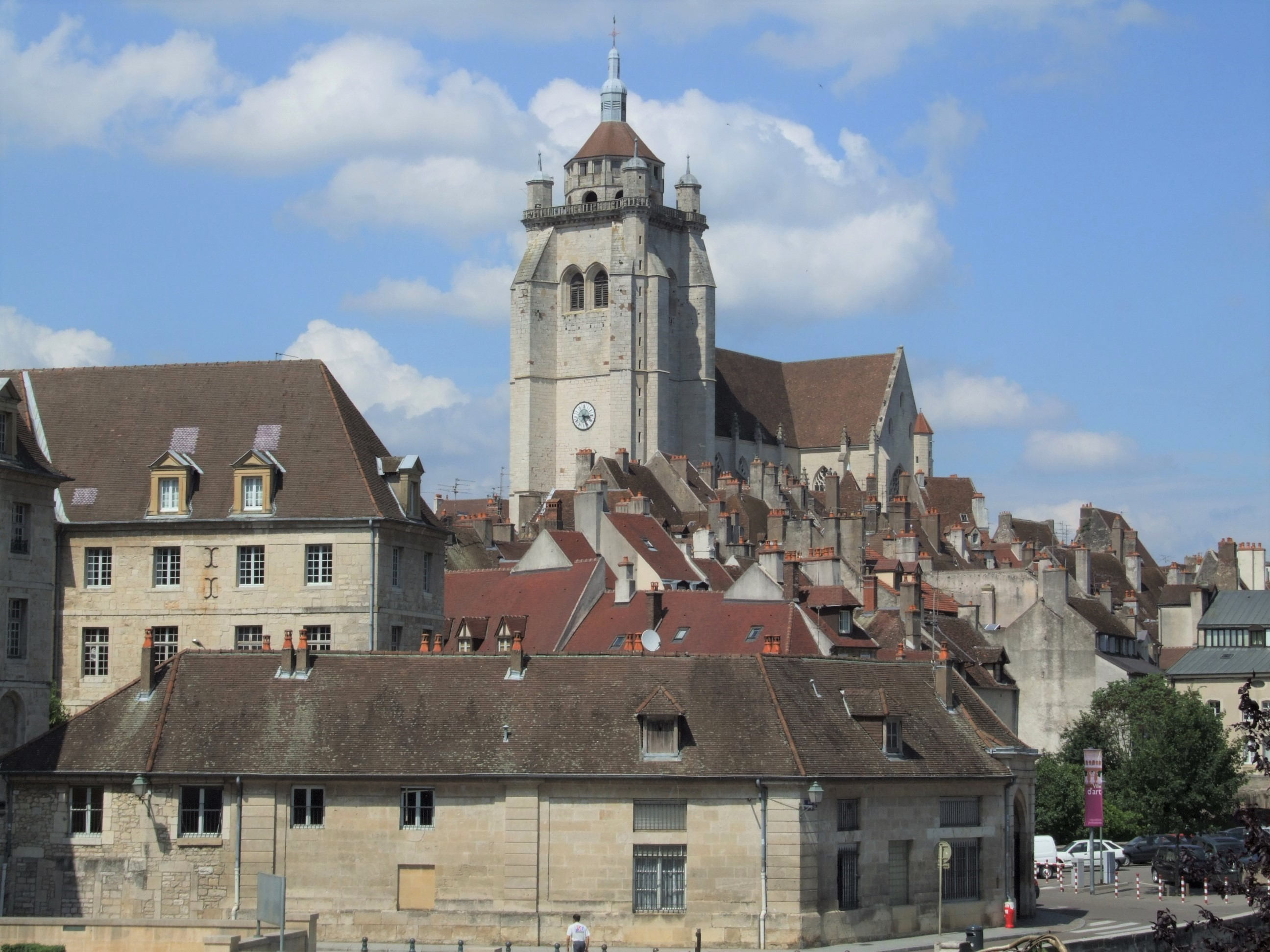
Dole : la Collégiale

Le tambour du bief renvoie à la jeunesse de Bernard Clavel, la ville de Dole dans le Jura, le pays de sa mère, le quartier du Bief près du canal Charles-Quint que domine la masse sombre de la Collégiale, avec les petites écluses du canal — qu’on nomme ici des biefs — la forêt de Chaux à quelques kilomètres où le Tambour du bief a passé sa jeunesse et va finir par se retirer.
Il est aussi chef tambour à la fanfare municipale et participe à la retraite aux flambeaux, titre d’un autre roman de Bernard Clavel qui se déroule aussi dans un village du Doubs. On y trouve l’ambiance des sociétés de sauvetage et de joutes nautiques, l’Union marinière du Doubs, dont Bernard Clavel se servira plus tard dans son roman La Guinguette, cette fois sur le Rhône, opposant lyonnais et givordins.
Ce roman est pour lui une nouvelle occasion de dénoncer la violence et la guerre, comme il l’a fait tout au long de sa vie, en faisant dire à son héros Antoine : « Oui, mon père a été tué à la guerre… Non ce n’est pas ça que je suis antimilitariste… c’est parce que je déteste les cons… »
Son héros, homme simple et honnête, se trouve confronté à un cas de conscience qui lui gâche la vie, pris entre son devoir, l’amitié qu’il porte à ses voisins et comme infirmier, le respect qu’il a de la vie. Antoine, il ressemble tant à ces âmes droites dont parle Pierre-Antoine Perrot, dans cette citation que Bernard Clavel a placée en exergue de son livre : « Le sort des âmes droites est d’accomplir des actes dont elles se refusent à peser les conséquences dans une société qui vit trop souvent de calcul et d’hypocrisie. »

## Contenu et résumé

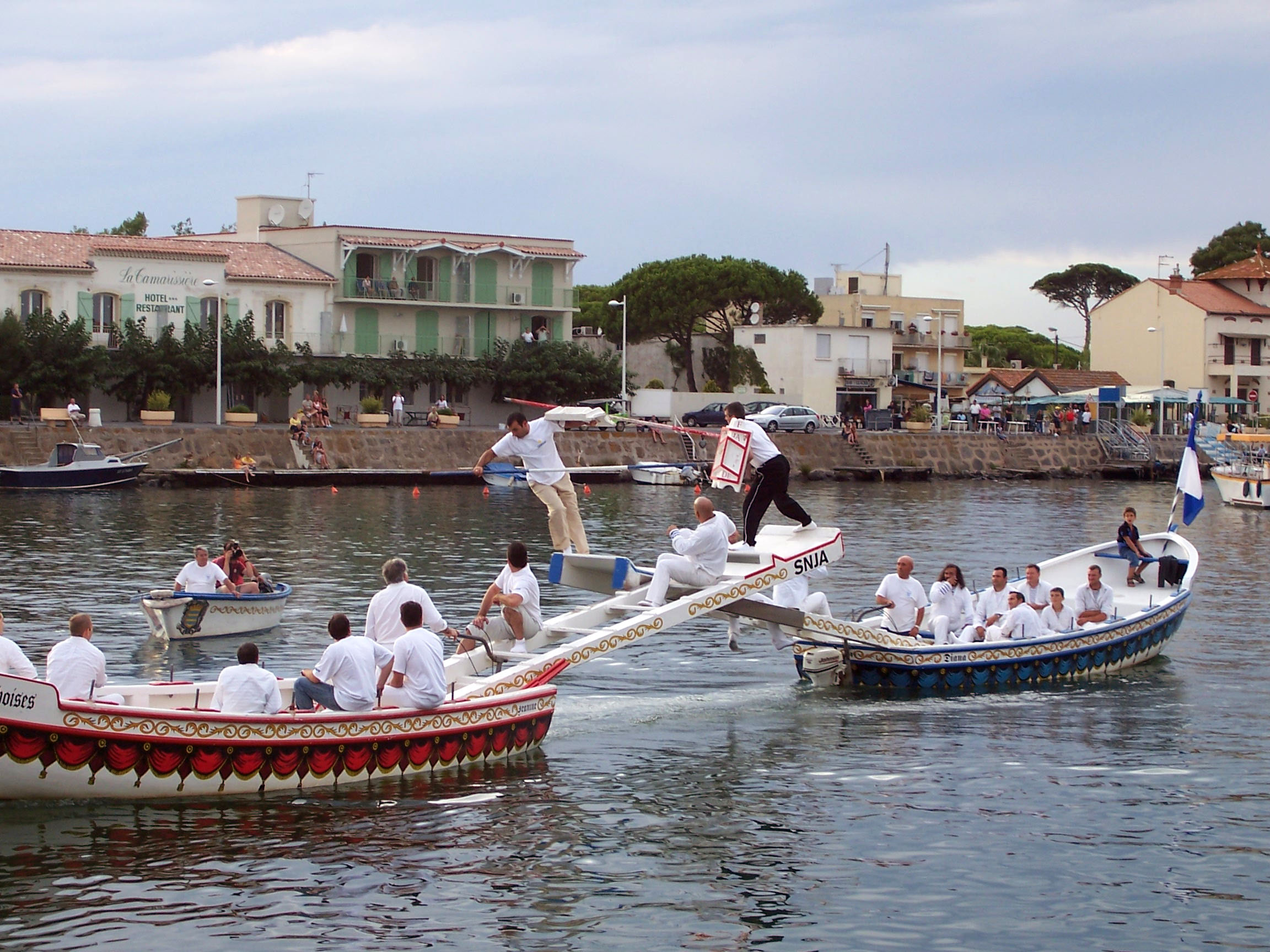
Joutes nautiques

La vie d’Antoine qu’on appelle plus souvent Tonin ou encore Peau-Fine, c’est la société de sauvetage et de joutes nautiques, l’Union marinière du Doubs, où il est chef tambour, où il retrouve ses copains, rentre parfois bien éméché, c’est aussi le braconnage du poisson avec sa chienne Suzette, son ami Emmanuel Dutriez, le grand Manu qui, au chômage avec une famille nombreuse, connaît des temps difficiles.
C’est également son travail d’infirmier à l’hôpital de la ville et les piqûres qu’il fait à domicile et bénévole, la piqûre quotidienne à la mère Kermeur, la belle-mère d’Emmanuel, atteinte d’un cancer. Son tourment. La pauvre femme le supplie de mettre fin aux atroces douleurs qui l’assaillent.  Elle évoque constamment cette vie de souffrances, devenue inutile et même pire, une charge pour sa famille, sa fille Martine, son gendre Emmanuel et leurs six enfants. « Tu me laisseras pas, hein, tu me laisseras pas, » murmure-t-elle à Antoine. Elle regarde longuement Antoine et ses yeux parlent pour elle. Mais comment Antoine, lui l’infirmier qui soulage son prochain, toujours aimable et compatissant avec les petits vieux qu’il soigne à l’hôpital, pourrait-il se résoudre ? Ce dilemme qui l’angoisse, arrive même à gâcher ses petits plaisirs.
Il devenait de plus évident qu’Emmanuel, qui avait connu la prison après une bagarre avec les gendarmes, ne trouverait plus de travail dans la région. Mais la famille ne pouvait partir avec la grand-mère impotente, pratiquement en fin de vie. Antoine boit de plus en plus, arpente la forêt et les rives du Doubs, mais rien ne parvient à calmer ce sentiment qui l’habite, mélange de lâcheté et de culpabilité qu’il traîne comme un remords.
Il a bien essayé pour Emmanuel qui n’est pas exigent, qui accepterait un simple travail de manœuvre, mais ni la maire, son copain de jeunesse, ni son oncle Léopold n’ont voulu l’aider ; jamais Emmanuel ne trouvera d’emploi ici.
Antoine a pris sa décision qu’il met aussitôt à exécution : dérober une ampoule de tubocurarine à l’hôpital et faire une intraveineuse à la mère Kermeur. Ça paraît facile dans cet hôpital, qu’il connaît parfaitement : prendre la clé, descendre jusqu’au placard à pharmacie, prélever une ampoule à une heure creuse, l’affaire de quelques minutes… mais au moment e faire la piqûre fatidique à la grand-mère, il renonce. C’est trop pour lui.
Antoine eut beau faire des efforts, tenter de faire normalement son travail, préparer les prochaines joutes, le cœur n’y était plus, ses pensées étaient chez les Dutriez et la grand-mère qui n’en finissait pas de s’éteindre dans la souffrance. Cette fois le choix s’impose à lui et ce jour propice de joutes où les hommes et femmes s’affairent pour la fête, « Antoine est la vipère qui va injecter son poison. »
Comme si de rien n’était, il joue son rôle de chef tambour. Il n’éprouve aucun remords, il est même soulagé à l’idée que Manu va pouvoir accepter le travail qu’on lui propose ailleurs, que la famille libérée du poids de la malade, va pouvoir déménager. Le docteur Vidal qui devait opérer madame kermeur, a tout compris, l’amitié et la compassion qui l’ont poussé à cet acte, lui offre un départ décent sous forme de retraite anticipée.
Ainsi, il retournera vivre  pas très loin, dans la Forêt de Chaux, tenir compagnie à son vieil oncle Léopold, l’homme qui l’a élevé.
| Éditeur Robert Laffont, 216 pages | Date de parution : 1970 - |
| Éditeur : Éditeur : J'ai Lu,      | Date de parution : 1974   |
|                                   |                           |